# Đá Mặt Trăng
Đá Mặt Trăng được xếp thành hai loại, dựa trên địa điểm tồn tại của chúng tại các cao nguyên Mặt Trăng (terrae) hay tại các biển. Đá trên các cao nguyên gồm ba bộ: anorthosit sắt, magnesi và kiềm (một số người coi bộ kiềm là một tập hợp con của bộ magnesi). Đá thuộc bộ anorthosit sắt gồm hầu như chỉ là khoáng chất anorthit (một calic plagiocla fenspa) và được cho là đại diện cho sự tích tụ plagiocla trôi nổi của biển macma Mặt Trăng. Theo các biện pháp tính niên đại phóng xạ thì anorthosit sắt đã được hình thành từ 4,4 tỷ năm trước[43][44].
Đá bộ magnesi và kiềm chủ yếu là đá sâu mafic. Các loại đá đặc trưng gồm dunit, troctolit, gabbro, anorthosit kiềm và hiếm hơn là granit. Trái với bộ anorthosit sắt, các loại đá này đều có tỷ lệ Mg/Fe cao trong các khoáng vật mafic của chúng. Nói chung, các loại đá này là sự xâm nhập vào lớp vỏ cao nguyên đã hình thành từ trước (dù một số ví dụ hiếm hơn có lẽ là sự phun trào dung nham), và chúng đã hình thành từ khoảng 4,4–3,9 tỷ năm trước. Nhiều loại đá trên có sự phổ biến cao của, hay về mặt phát sinh có liên quan tới, thành phần địa hóa học KREEP.
Các biển Mặt Trăng gồm toàn bộ các biển bazan. Tuy tương tự như bazan Trái Đất, chúng chứa nhiều sắt hơn, và hoàn toàn không có chứa các sản phẩm bị biến đổi bởi nước, và chứa nhiều titan[47][48].
Các nhà du hành vũ trụ đã thông báo rằng bụi từ bề mặt kết xuống giống như tuyết và có mùi thuốc súng cháy[49]. Bụi hầu hết được hình thành từ thủy tinh dioxide silic (SiO2), có lẽ được tạo ra từ các thiên thạch đã đâm xuống bề mặt Mặt Trăng. Chúng cũng có chứa calci và magnesi.